# Guerrilla Warfare
Guerrilla Warfare è il secondo album in studio del gruppo musicale statunitense Hot Boys, pubblicato il 27 luglio 1999.

## Tracce
1. Intro (Hot & Spicy) (feat. Mannie Fresh) – 2:01
2. We on Fire – 4:11
3. Respect My Mind – 4:43
4. B.G. – Help – 5:18
5. Ridin’ – 4:59
6. Off Tha Porch (Skit) – 1:18
7. Get Out Tha Way – 5:07
8. Lil Wayne – Clear Tha Set – 3:15
9. I Feel – 4:20
10. Boys At War – 5:36
11. Juvenile – You Dig – 3:57
12. I Need a Hot Girl (feat. Big Tymers) – 4:52
13. Tuesdays & Thursdays – 4:17
14. Young Turk – Bout Whatever – 4:12
15. Sick Uncle (Skit) – 1:29
16. Shoot 1st (feat. Paparue) – 5:01
17. Too Hot – 4:55

## Classifiche

### Classifiche settimanali
| Classifica (1999) | Posizione massima |
| ----------------- | ----------------- |
| Stati Uniti       | 5                 |

### Classifiche di fine anno
| Classifica (2000) | Posizione |
| ----------------- | --------- |
| Stati Uniti       | 194       |